# 二碘二氧化钨
二碘二氧化钨是一种无机化合物，化学式为WO2I2，是由金属光泽的固体，在真空中加热至200 °C分解，并游离出碘。它属于单斜晶系，有无序的层状结构。它可由钨、三氧化钨和碘反应得到：
W + 2 WO3 + 3 I2 → 3 WO2I2
它受热逐步分解，在360 °C和410 °C分别有：
2 WO2I2 ⇌ 2 WO2I + I2
2 WO2I ⇌ 2 WO2 + I2